# Georges Tiercy
 (juin 2010).
Si vous disposez d'ouvrages ou d'articles de référence ou si vous connaissez des sites web de qualité traitant du thème abordé ici, merci de compléter l'article en donnant les références utiles à sa vérifiabilité et en les liant à la section « Notes et références ».
Georges Tiercy, né le 9 mai 1886 à Genève et mort dans la même ville le 18 octobre 1955, est un astronome suisse, professeurs aux Universités de Genève et de Lausanne, septième directeur de l'Observatoire de Genève de 1928 à 1956.

## Biographie
Après avoir obtenu une licence en sciences à Paris en 1913, il obtient un doctorat en sciences mathématiques à Genève en 1915. Il enseigne ensuite les mathématiques dans des écoles de Genève jusqu'en 1927. Il devient privat-docent à l'Université de Genève en 1915. Après un passage à l'observatoire d'Arcetri à Florence et un stage de 8 mois à l'observatoire de Hambourg en 1927, il devient, en 1928, directeur de l'Observatoire de Genève et professeur d'astronomie,.  
Doyen de la faculté des sciences de l'Université de Genève durant sept ans, il devient recteur de cette université de 1948 à 1950. En parallèle, il est chargé de cours à l'Université de Lausanne en 1936 et professeur en 1953. 
En 1931, il est président de la Société de physique et d'histoire naturelle de Genève (SPHN), président du Comité suisse d'astronomie (1935-1938, puis 1947-1952), président du Comité central de la SPHN. (1941-1946), vice-président du Comité exécutif de l'Union astronomique internationale (1947-1952), participe activement à la création en 1952 du Fonds national suisse de la recherche scientifique.
Ses travaux portent sur la physique théorique, l’astrophysique, la géodésie, la météorologie et la chronométrie. Auteur des livres Équilibre radiatif dans les étoiles (1935, éditions Gauthier-Villars, Paris), La théorie de la relativité dite générale et les observations astronomiques (1939, éditions George & Cie, Genève), Le ciel et ses énigmes (1944, éditions du Mont-Blanc).